# Ère Anna
Pour les articles homonymes, voir Anna.
L'ère Anna (安和) est une des ères du Japon (年号, nengō, lit. « nom de l'année ») après l'ère Kōhō et avant l'ère Tenroku. Cette ère couvre la période allant du mois d'août 968 jusqu'au mois de mars 970. Les empereurs régnants sont Reizei-tennō (冷泉天皇) et En'yū-tennō (円融天皇).

## Changement d'ère
- 2 février 968 Anna gannen (安和元年?) : Le nom de la nouvelle ère est créé pour marquer un événement ou une série d'événements. L'ère précédente se termine là où commence la nouvelle, en Kōhō 4, le 15e jour du 8e mois de 968[3].

## Événements de l'ère Anna
- 968 (Anna 1, 6e mois) : Fujiwara no Saneyori (藤原実頼?) est fait kampaku[4].
- 26 octobre 968 (Anna 1, 26e jour du 10e mois) : L'enfant qui deviendra l'empereur Kazan naît dans la maison de l'homme qui deviendra l'empereur Ichijo[5].
- 969 (Anna 2, 10e mois) : Le sadaijin Fujiwara no Morotada (藤原師尹?) meurt[6].
- 969 (Anna 2, 12e mois) : Le kampaku Saneyori célèbre son 70 anniversaire[6].
- 969 (Anna 2) : L'« incident Anna » (安和の変, Anna no hen)[7].

| Anna      | 1re | 2e  | 3e  |
| Grégorien | 968 | 969 | 970 |